# Provincia di Cordillera (Bolivia)
La provincia di Cordillera è una delle 15 province del dipartimento di Santa Cruz nella Bolivia centro-orientale. Il capoluogo è la città di Lagunillas.
Al censimento del 2001 possedeva una popolazione di 101.733 abitanti.

## Geografia antropica

### Suddivisioni amministrative
La provincia è suddivisa in 7 comuni:
- Charagua
- Boyuibe
- Cabezas
- Camiri
- Cuevo
- Gutiérrez
- Lagunillas